# USS LST-321
O USS LST-321 foi um navio de guerra norte-americano da classe LST que operou durante a Segunda Guerra Mundial.